# Butterball
Butterball est un super-héros dans l'univers Marvel de la maison d'édition Marvel Comics. Créé par le scénariste Christos Gage et le dessinateur Steve Uy, le personnage de fiction apparaît pour la première fois dans le comic book Avengers: The Initiative #13 de 2008.

## Biographie du personnage

### Membre de l'Initiative
Emery Schaub est un cuisinier de fast-food dans la ville de Morganton en Caroline du Nord lorsqu'il est recruté pour rejoindre le programme Initiative. Ce programme gouvernemental enregistre les êtres doués de super-pouvoirs et les entraîne à maîtriser leurs pouvoirs et devenir des super-héros.
Dans le bus qui emmène les recrues pour Camp Hammond, où est situé le lieu d'entrainement de l'Initiative, il rencontre ses camarades Annex, Batwing, Gorilla Girl, Prodigy et Sunstreak avec qui il va passer les prochains mois,.
Emery Schaub est un fan de super-héros et décide que son nom de code est Boulder. Constatant le surpoids et le manque de condition physique de son élève, Maître de corvée, son sergent instructeur, décide de l'appeler Butterball à la place.

## Pouvoirs et capacités
Butterball est invulnérable. Sa condition physique est bloquée au moment où il a obtenu ses pouvoirs. Elle correspond à celle d'un individu humain faisant peu d'activités. Cette faiblesse est compensée par le fait qu'il a une endurance illimitée. Un des défauts de ses pouvoirs est l'absence de sensation physique.

## Adaptations à d'autres médias
Butterball est doublé par Patrick Seitz dans le jeu vidéo Lego Marvel's Avengers.